# 唐贊袞
唐贊袞（？—？），字韡之，湖南善化人，清朝政治人物，举人出身。

## 生平
唐贊袞為同治癸酉（1873年）舉人。光绪十四年（1888年），接替徐震耀任邵武府知府一职，後由叶绍章接任。
光緒十七年（1891年）秋，唐贊袞奉旨擔任按察使銜分巡台灣兵備道，為台灣清治時期這階段受台灣巡撫與台灣布政使制約的地方官員，之後又兼任台南府知府。
光緒二十一年（1895年）農曆三月，因坐視日軍進攻澎湖，被以「當軍務吃緊之時輒托故請開缺卸任實屬規避」之由，奉旨著即革職。
唐贊袞著有《臺陽見聞錄》，記載在臺時見聞。光緒十八年（1892年）刊。